# Манат Чуабсамай, Иоанн Боско
Иоанн Боско Манат Чуабсамай (тайск. ยอห์น บอสโก มนัส จวบสมัย, 31 октября 1935 года, Бангнокхуэк, Таиланд — 20 октября 2011 года, Таиланд) — католический прелат, епископ Ратбури с 25 ноября 1985 года по 24 июля 2003 год.

## Биография
Иоанн Боско Манат Чуабсамай родился 31 октября 1935 года в Бангнокхуэке, Таиланд. Изучал богословие и философию в Мадрасе. 10 мая 1961 года был рукоположён в священника, после чего занимался пастырской деятельность в епархии Ратчабури. С 1976 по 1977 года изучал философию в Католическом университете Америки в Вашингтоне. С 1984 года был ректором католической семинарии епархии Ратчабури.
25 марта 1985 года Римский папа Иоанн Павел II назначил Иоанна Боско Манат Чуабсамая епископом Ратчабури. 6 января 1986 года состоялось рукоположение Иоанна Боско Манат Чуабсамая в епископа, которое совершил Римский папа Иоанн Павел II в сослужении с кардиналами Агостино Казароли и Бернарденом Гантеном.
Иоанн Боско Манат Чуабсамай имел отношения с лефевристами. В мае 1993 года, будучи в Маниле, познакомился там с епископом-традиционалистом Салвадором Ласо-и-Ласо и отслужил с ним мессу в тридентском обряде. После этой встречи Иоанн Боско Манат Чуабсамай стал общаться с братством святого Пия X. В апреле 2000 года повстречался с генералом братства святого Пия X Бернаром Фелле. С 2001 года во время своих поездок в США многократно встречался с членами братства.
24 июля 2003 года подал в отставку. Скончался 20 октября 2011 года.